# Cerro Batoví
Cerro Batoví é um morro localizado no Departamento de Tacuarembó, Uruguai, 25 km distante da capital do departamento, Tacuarembó, e possui 224 metros de altitude.
Seu nome (Batoví) significa, em guarani, seio de virgem, e ele tem este nome por causa de seu curioso formato.
Este morro é considerado o símbolo do Departamento de Tacuarembó.